# 黄体機能不全
黄体機能不全（おうたいきのうふぜん）とは、黄体が十分に機能せず、排卵後に子宮内膜を妊娠に適した状態で維持しておくための黄体ホルモンの分泌が不足している状態のことである。
排卵後、正常より短い日数で子宮内膜が維持しきれなくなって頻発月経や不正出血を起こしたり、着床困難による不妊の原因になったりする。

## 診断
黄体機能不全になると、以下のような所見が見られる。
- 黄体期のプロゲステロン（P4）値が10mg/ml未満[1]
- 基礎体温の異常
  - 高温期が短い（10日未満）[1]
  - 高温期と低温期の差があまりない（0.3℃未満）[1]
  - 高温期の途中で低温へ落ち込む
- 子宮内膜が薄い（8mm以下）

## 原因
以下のような原因が考えられている。
- 卵胞の発育や排卵後の黄体への変化がうまくいっておらず、十分な量の黄体ホルモンを放出できない。
  - 脳下垂体からのFSH（卵胞刺激ホルモン）、LH（黄体形成ホルモン）の分泌が不十分。
  - 卵巣に問題があり、FSH・LHに正常に反応して卵胞の発育・排卵が行えていない。
- 黄体ホルモンは十分に分泌されていても、子宮内膜の感受性が悪いと、黄体ホルモン不足と同様の状態に陥る。

## 治療
- 非妊娠希望の時点での月経治療
  - 日常生活への実害が少なければ、特段の治療は行わず経過観察のみの場合もある。
  - 不正出血や頻発月経への対処として、ピルなどのホルモン剤で生理周期を整える。
  - 漢方薬などによる体質改善
- 妊娠希望者への不妊治療
  - 排卵後、黄体ホルモン剤やhCG製剤を投与し、十分な黄体期の持続期間を確保する。
  - 排卵誘発剤を投与し、しっかりとした卵胞の育成・排卵ができるようにして、黄体ホルモンの分泌を促す。